# Vaux-et-Chantegrue
Vaux-et-Chantegrue is een gemeente in het Franse departement Doubs (regio Bourgogne-Franche-Comté) en telt 503 inwoners (1999). De plaats maakt deel uit van het arrondissement Pontarlier.

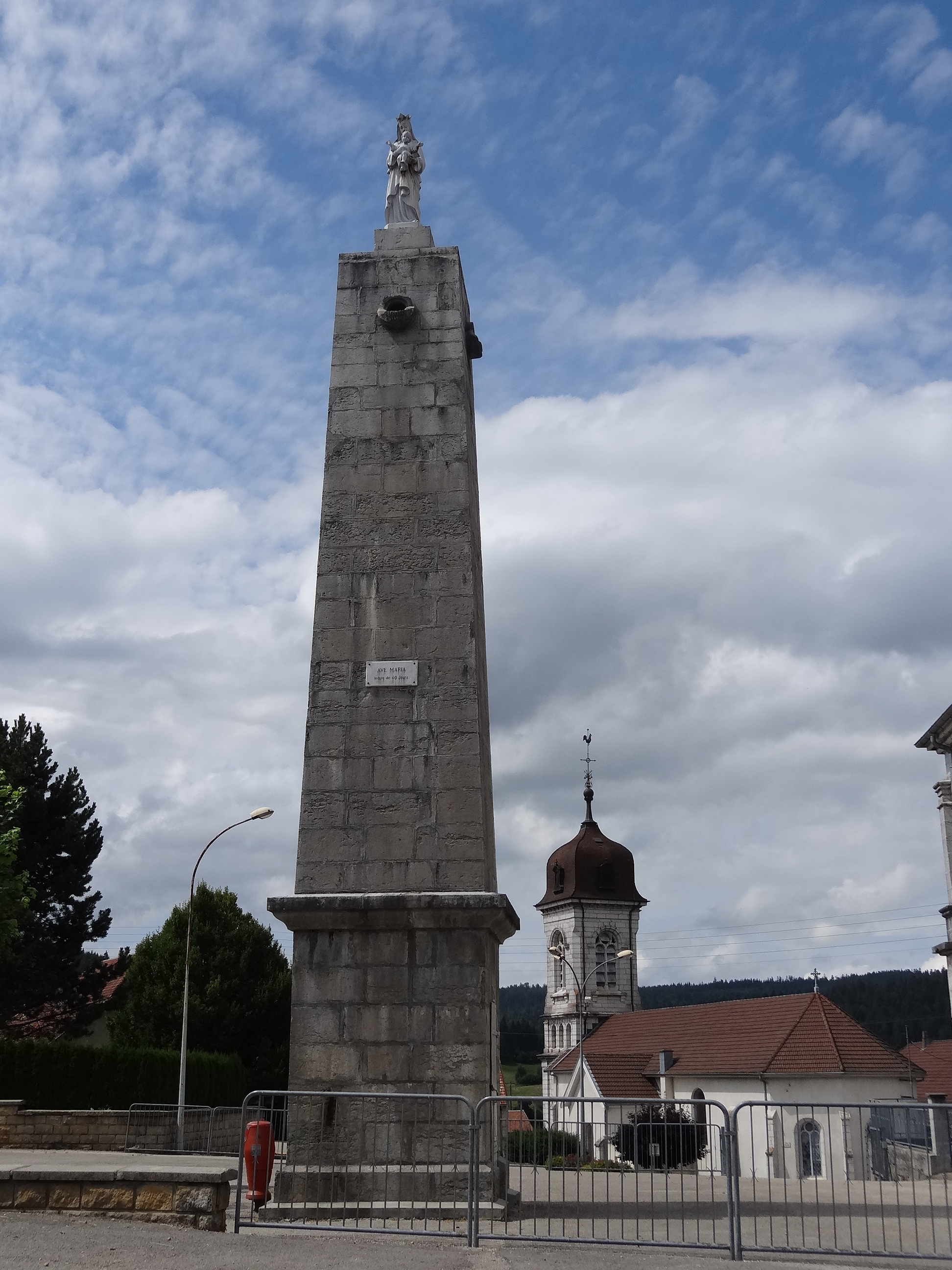
"Pyramide"
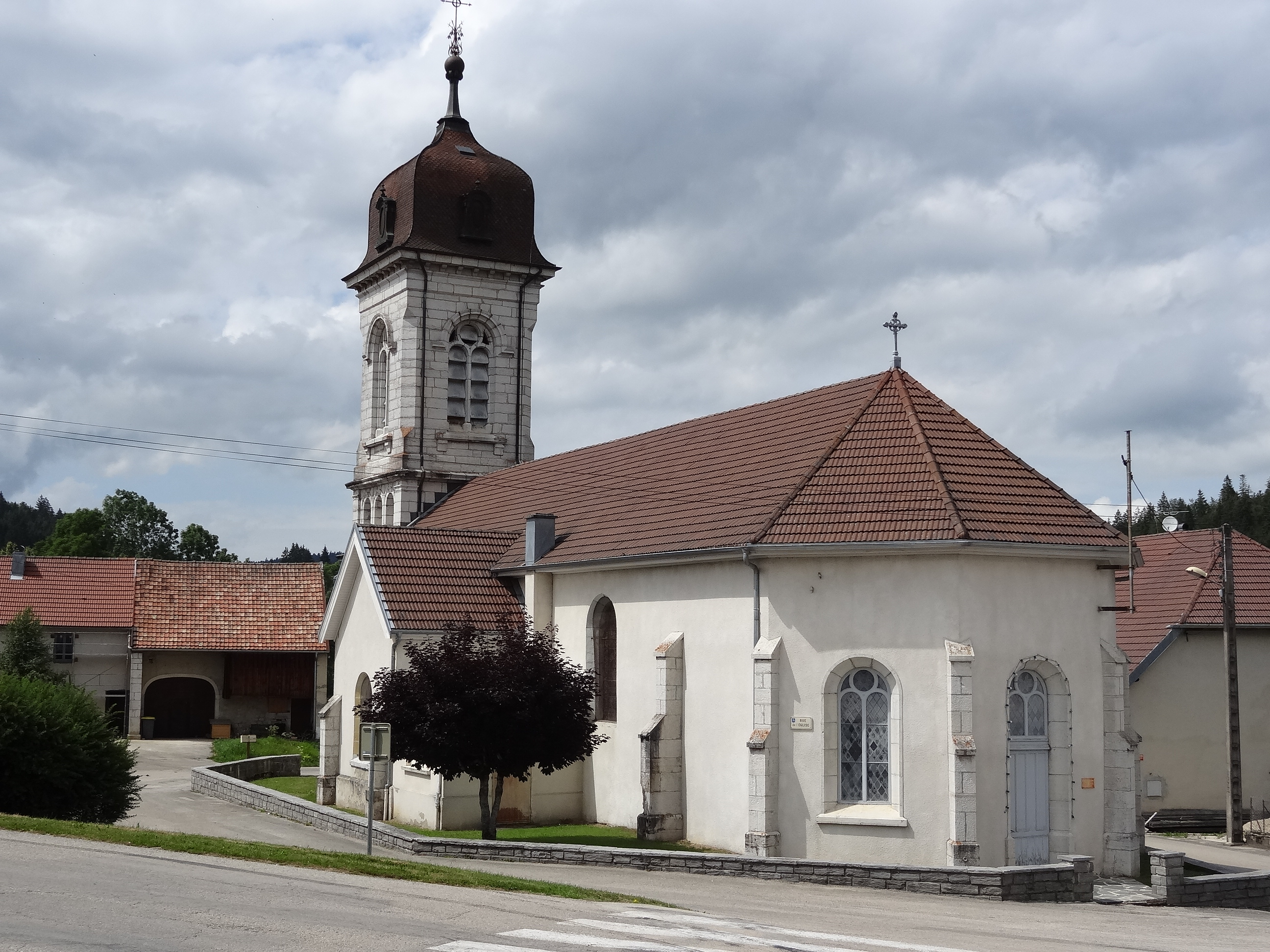
Kerk in Vaux-et-Chantegrue

## Geografie
De oppervlakte van Vaux-et-Chantegrue bedraagt 14,0 km², de bevolkingsdichtheid is 35,9 inwoners per km².

## Verkeer en vervoer
In de gemeente ligt spoorwegstation Vaux-et-Chantegrue.
De onderstaande kaart toont de ligging van Vaux-et-Chantegrue met de belangrijkste infrastructuur en aangrenzende gemeenten.

## Demografie
Onderstaande figuur toont het verloop van het inwonertal (bron: INSEE-tellingen).